# همپا (میانه)
همپا (میانه)، روستایی از توابع بخش مرکزی شهرستان میانه در استان آذربایجان شرقی ایران است ونام قدیم آن هامپالیق یا همان زمین مسطح یا کشاورزی معنی می‌شود و در گذشته دارای خان‌های متعدد و زیادی بوده و در زمان تقسیم اراضی قبل از انقلاب بخش اعظمی از اراضی خود را از دست داد

## جمعیت
این روستا در دهستان گرمه جنوبی قرار دارد و براساس سرشماری مرکز آمار ایران در سال ۱۳۸۵، جمعیت آن ۱۰۵ نفر (۳۲خانوار) بوده‌است.